# Paralucilia pseudolyrcea
Paralucilia pseudolyrcea är en tvåvingeart som först beskrevs av Mello 1972.  Paralucilia pseudolyrcea ingår i släktet Paralucilia och familjen spyflugor. Inga underarter finns listade i Catalogue of Life.